# Myrmecia gratiosa
Myrmecia gratiosa är en myrart som beskrevs av Clark 1951. Myrmecia gratiosa ingår i släktet bulldoggsmyror, och familjen myror. Inga underarter finns listade i Catalogue of Life.